# Joseph Polidano
Joseph Polidano (ur. 8 czerwca 1940 w Qormi) – maltański kolarz szosowy.
Brał udział w igrzyskach olimpijskich w 1960 (Rzym). Startował w wyścigu indywidualnym, którego nie ukończył podobnie jak rodak John Bugeja (Paul Camilleri, inny Maltańczyk, zajął 41. miejsce). W jeździe drużynowej na czas zajął 29. miejsce w stawce 32 zespołów (w tym dwa nie ukończyły tej konkurencji). Oprócz niego drużynę Malty stanowili John Bugeja i Paul Camilleri. Miał wówczas 172 cm wzrostu.